# The European Law Students' Association
A ELSA (The European Law Students' Association) é uma associação de estudantes de Direito (e jovens juristas) fundada em 1981, em Viena, por um grupo de quatro estudantes de Direito originários da Alemanha, Hungria, Polónia e Áustria, sendo hoje a maior associação independente de estudantes de Direito do mundo.
A ELSA está, agora, representada em mais de 200 universidades em 36 países, contando com mais de 30.000 associados